# Christophe Soulé
Christophe Soulé (Tarascona, 23 ottobre 1965) è un ex cestista francese.

## Carriera
Con la Francia ha disputato i Campionati europei del 1993.